# Vöckla
La Vöckla est une rivière autrichienne de 47 km de long qui coule dans le land de Haute-Autriche. Elle est un affluent de l'Ager et donc un sous-affluent du Danube par la Traun.